# 杜里
杜里（Dhuri），是印度旁遮普邦Sangrur县的一个城镇。总人口49290（2001年）。

## 人口
该地2001年总人口49290人，其中男性26471人，女性22819人；0—6岁人口5930人，其中男3261人，女2669人；识字率67.54%，其中男性为72.01%，女性为62.35%。